# Freccia Vallone 2021
La Freccia Vallone 2021, ottantacinquesima edizione della corsa, valevole come quindicesima prova dell'UCI World Tour 2021 categoria 1.UWT, si è svolta il 21 aprile 2021 per un percorso di 193,6 km, con partenza da Charleroi ed arrivo a Huy, in Belgio. La vittoria è stata appannaggio del francese Julian Alaphilippe, che ha completato il percorso in 4h36'25" alla media di 42,024 km/h, precedendo lo sloveno Primož Roglič e lo spagnolo Alejandro Valverde. 
Al traguardo di Huy sono stati 139 i ciclisti, dei 168 partiti da Charleroi, che hanno portato a termine la competizione.

## Squadre e corridori partecipanti
| N.      | Cod. | Squadra                   |
| ------- | ---- | ------------------------- |
| 1-7     | UAD  | UAE Team Emirates         |
| 12-17   | ACT  | AG2R Citroën Team         |
| 21-27   | ISN  | Israel Start-Up Nation    |
| 31-37   | ARK  | Team Arkéa-Samsic         |
| 41-47   | EFN  | EF Education-Nippo        |
| 51-57   | DQT  | Deceuninck-Quick Step     |
| 61-67   | IGD  | Ineos Grenadiers          |
| 71-77   | BOH  | Bora-Hansgrohe            |
| 81-87   | TFS  | Trek-Segafredo            |
| 91-97   | COF  | Cofidis                   |
| 101-107 | GCF  | Groupama-FDJ              |
| 111-117 | BWB  | Bingoal Pauwels Sauces WB |
| 121-127 | TBV  | Bahrain Victorious        |

| N.      | Cod. | Squadra                  |
| ------- | ---- | ------------------------ |
| 131-137 | BEX  | Team BikeExchange        |
| 141-147 | AST  | Astana-Premier Tech      |
| 151-157 | LTS  | Lotto Soudal             |
| 161-167 | AFC  | Alpecin-Fenix            |
| 171-177 | TQA  | Team Qhubeka Assos       |
| 181-187 | TJV  | Jumbo-Visma              |
| 191-197 | MOV  | Movistar Team            |
| 201-207 | IWG  | Intermarché-Wanty-Gobert |
| 211-217 | DSM  | Team DSM                 |
| 221-227 | GAZ  | Gazprom-RusVelo          |
| 231-237 | SVB  | Sport Vlaanderen-Baloise |
| 241-247 | DEL  | Delko                    |

## Ordine d'arrivo (Top 10)
| Pos. | Corridore          | Squadra      | Tempo    |
| ---- | ------------------ | ------------ | -------- |
| 1    | Julian Alaphilippe | Deceuninck   | 4h36'25" |
| 2    | Primož Roglič      | Jumbo        | s.t.     |
| 3    | Alejandro Valverde | Movistar     | a 6"     |
| 4    | Michael Woods      | Israel       | a 8"     |
| 5    | Warren Barguil     | Arkéa        | a 11"    |
| 6    | Thomas Pidcock     | Ineos        | s.t.     |
| 7    | David Gaudu        | Groupama     | s.t.     |
| 8    | Esteban Chaves     | BikeExchange | s.t.     |
| 9    | Richard Carapaz    | Ineos        | s.t.     |
| 10   | M. Schachmann      | Bora         | a 16"    |